# Aliança Anticomunista Argentina

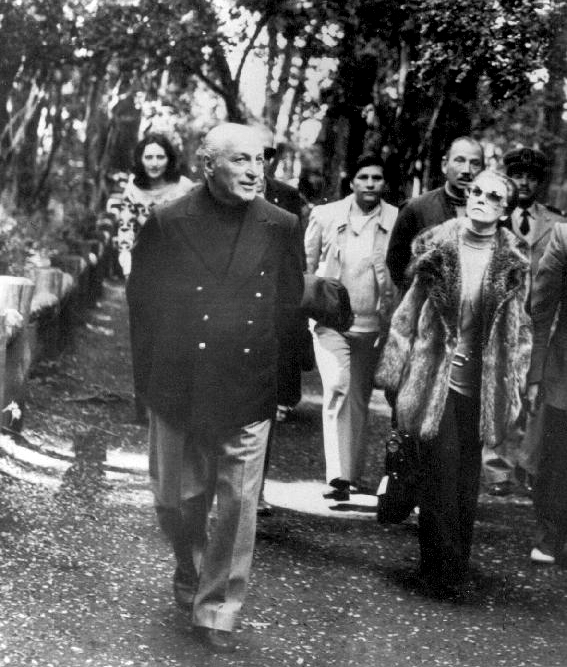
José López Rega, personatge clau a l'entorn del general Perón i fundador de la Triple A.

L'Aliança Anticomunista Argentina (l'Alianza Anticomunista Argentina, també coneguda com la Triple A, AAA, Acción Antiimperialista Argentina, Agrupación Antiimperialista Argentina o Tres A) va ser una organització armada de la dreta peronista que va operar a l'Argentina durant el govern constitucional de la vídua de Juan Perón, María Estela Martínez (Isabelita) a mitjan dècada de 1970, objectiu de la qual va ser perseguir tota mena d'opositors polítics vinculats al camp de l'esquerra.

## Creació
En un principi es va creure que els seus fundadors van ser José López Rega (el Brujo) antic secretari personal de Perón i Ministro de Bienestar Social i secretari privat d'Isabelita durant el seu mandat i Alberto Villar, cap de la policia federal argentina, durant la breu presidència de l'Argentina de Raúl Lastiri el 1973. Villar va ser assassinat junt amb la seva dona el 1974, per una bomba per membres de l'organització Montoneros. L'acte fundacional del moviment es considera un míting del partit peronista que va tenir lloc l'1 d'octubre de 1973 organitzat pel president Raúl Lastiri, el ministre d'interior Benito Llambí, el d'assumptes socials José López Rega, el secretari general de la presidència José Humberto Martiarena i diversos governadors provincials.
Actualment es considera que la triple A és un cas de terrorisme d'estat durant els governs de Lastiri, Perón i Isabel Peron.
López Rega, un apassionat de l'ocultisme i autoconsiderat un endeví, va esdevenir una força poderosa en el peronisme exercint una gran influència sobre Juan Perón i la seva dona Isabel Martínez de Perón, qui assumí la presidència després de la mort sobtada de Perón l'1 de juliol de 1974. López Rega controlà el Ministeri de benestar Social. Alguns membres de la Triple A havien participat en la massacre d'Ezeiza de 1973, a la data de la tornada de l'exili de Perón, que va separar definitivament l'ala dreta i esquerra del peronisme.
Les investigacions del jutge Baltasar Garzón demostraren que el neofeixista italià Stefano Delle Chiaie també havia treballat per la Triple A, i estava present a Argentinà quan Perón tornà de l'exili. Delle Chiaie també treballà amb la DINA de Xile i pel dictador de Bolívia Hugo Banzer.
Responsable de gairebé 1500 assassinats i desaparicions, el 2006 el jutge federal Norberto Oyarbide va sentenciar que les accions de la Triple A van ser delictes contra la humanitat.